# Akhfennir (kommun)
Akhfennir (arabiska: اخفنير) är en kommun i Marocko.   Den ligger i provinsen Tarfaya och regionen El-Aaiún-al-Saqiyya al-Hamra, 800 km sydväst om huvudstaden Rabat. Antalet invånare är 1 575.